# Ondřej Krutílek
Ondřej Krutílek (* 30. dubna 1981 Nový Jičín) je český politik, analytik, politolog a VŠ pedagog, od července 2024 poslanec Evropského parlamentu, člen ODS.

## Život
Navštěvoval základní školu v Hodslavicích a později v Novém Jičíně, dále studoval na Masarykově gymnázium v Příboře. Absolvoval Fakultu sociálních studií Masarykovy univerzity, obory politologie, mezinárodní vztahy a evropská studia.
V roce 2004 začal pracovat v Centru pro studium demokracie a kultury jako analytik evropské legislativy. Stal se také asistentem v Evropském parlamentu. Nejprve pracoval pro Hynka Fajmona, dále pro Ivo Strejčka (oba ODS).
V roce 2013 se stal společníkem a jednatelem analytické a poradenské společnosti B&P Research, o dva roky později ředitelem ústavu Evropský informační projekt.
V roce 2016 byl jmenován místopředsedou výkonné rady spolku Pravý břeh, který podporuje politiku premiéra Petra Fialy. Přednáší na Fakultě sociálních studií Masarykovy univerzity.
Ondřej Krutílek žije v Brně, je otcem tří synů.

## Politické působení
V roce 2019 kandidoval jako nestraník za ODS ve volbách do Evropského parlamentu. Na kandidátce byl na 4. místě. Strana sice získala čtyři mandáty, vlivem téměř 30 tisíc preferenčních hlasů však Alexandr Vondra, kandidující z 15. místa, Krutílka odsunul mezi neúspěšné kandidáty. Krutílek se pak stal ředitelem Vondrovy kanceláře a na podzim 2019 vstoupil do ODS.
Ve volbách do Evropského parlamentu v červnu 2024 kandidoval jako člen ODS na 5. místě kandidátky koalice SPOLU (tj. ODS, KDU-ČSL a TOP 09). Získal 20 504 preferenčních hlasů a stal se tak novým europoslancem.